# يان شارب (مخرج)
يان شارب (بالإنجليزية: Ian Sharp)‏ هو مخرج بريطاني، ولد في 13 نوفمبر 1946 في كليذرو في المملكة المتحدة.

## وصلات خارجية
- الموقع الرسمي
- يان شارب على موقع IMDb (الإنجليزية)
- يان شارب على موقع ألو سيني (الفرنسية)
- يان شارب على موقع أول موفي (الإنجليزية)
- يان شارب على موقع أول موفي (الإنجليزية)
- يان شارب على موقع قاعدة بيانات الأفلام السويدية (السويدية)
- يان شارب على موقع قاعدة بيانات الفيلم (الإنجليزية)
- يان شارب على موقع كينوبويسك (الروسية)